# Lake Humboldt
Lake Humboldt oder Humboldt Lake (Humboldtsee) ist ein endorheischer (abflussloser) See im nördlichen Churchill und südlichen Pershing County im US-Bundesstaat Nevada. Wie sein Zufluss, der Humboldt River, ist er nach Alexander von Humboldt benannt. Je nach Wetter und Jahreszeit variiert der Wasserstand und damit auch die Fläche des Sees innerhalb der Humboldt Sink (Humboldt-Senke).